# Týniště (Verušičky)
Týniště (německy Thönischen) je malá vesnice, část obce Verušičky v okrese Karlovy Vary v Karlovarském kraji. Nachází se asi jeden a půl kilometru východně od Verušiček. Týniště je také název katastrálního území o rozloze 3,69 km².

## Historie
První písemná zmínka o vesnici pochází z roku 1378, kdy ji jakýsi Protiva prodal spolu se sousedními Lukami Boreši z Rýzmburka, který z ní vytvořil manství nedalekých Žlutic. Prvním známým manem, který zde postavil tvrz, byl v letech 1394–1404 Štěpanko a po něm Erhart z Libnova (1408), Bořivoj (1456), Jan z Ejstebna (1467), Baltazar (1523) a Jan Kašpar Frankengrüner z Kynšperka (1581). Od něj vesnici s dvorem a tvrzí v roce 1597 koupil Jan Jindřich Pröllhofer z Purkersdorfu. Jeho syn Fabián panství prodal roku 1605 Štěpánu Šlikovi, ale brzy je získal zpět a připojil k Lukám. Fabiánův syn Jan Jindřich Pröllhofer však Týniště od Luk oddělil a prodal je svým sestrám. V roce 1630 panství od Magdaleny Pröllhoferové koupil Adam Kokořovec a připojil je natrvalo ke Žluticím. Panské sídlo v Týništi potom ztratilo svou funkci, a beze stop zaniklo.

## Obyvatelstvo
Při sčítání lidu v roce 1921 zde žilo 237 obyvatel (z toho 110 mužů) německé národnosti, kteří byli kromě devatenácti židů římskými katolíky. Podle sčítání lidu z roku 1930 měla vesnice 221 obyvatel: jednoho Čechoslováka, 218 Němců a dva cizince. Počet židů klesl na dvanáct a ostatní zůstávali u římskokatolické církve.
|                                                                    | 1869 | 1880 | 1890 | 1900 | 1910 | 1921 | 1930 | 1950 | 1961 | 1970 | 1980 | 1991 | 2001 | 2011 | 2021 |
| ------------------------------------------------------------------ | ---- | ---- | ---- | ---- | ---- | ---- | ---- | ---- | ---- | ---- | ---- | ---- | ---- | ---- | ---- |
| Obyvatelé                                                          | 297  | 283  | 257  | 244  | 208  | 237  | 221  | 112  | 78   | 47   | 18   | 11   | 19   | 41   | 37   |
| Domy                                                               | 42   | 43   | 41   | 41   | 41   | 40   | 42   | 37   | —    | 13   | 10   | 13   | 13   | 19   | 24   |
| Počet domů z roku 1961 je zahrnut v domech místní části Verušičky. |      |      |      |      |      |      |      |      |      |      |      |      |      |      |      |

## Obecní správa
Při sčítání lidu v letech 1869–1950 Týniště byla samostatnou obcí, se kterým patřila nejprve do okresu Žlutice, ale v roce 1950 v okrese Toužim. Od roku 1960 je částí obce Verušičky v okrese Karlovy Vary.

## Pamětihodnosti
- Vodní mlýn čp. 23
- Jeden kilometr severovýchodně od vesnice se nachází přírodní památka Týniště.

## Galerie

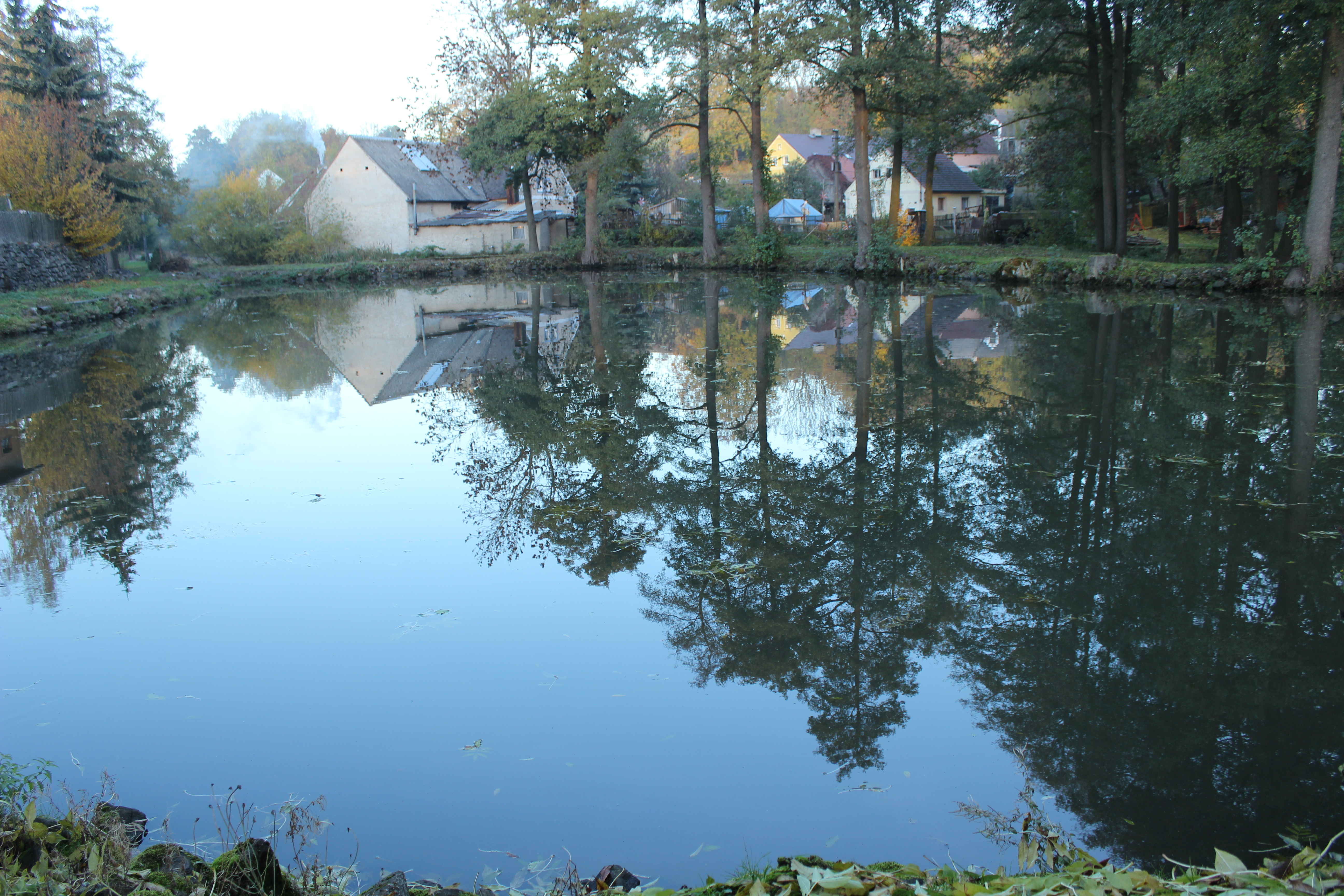
Místní rybník
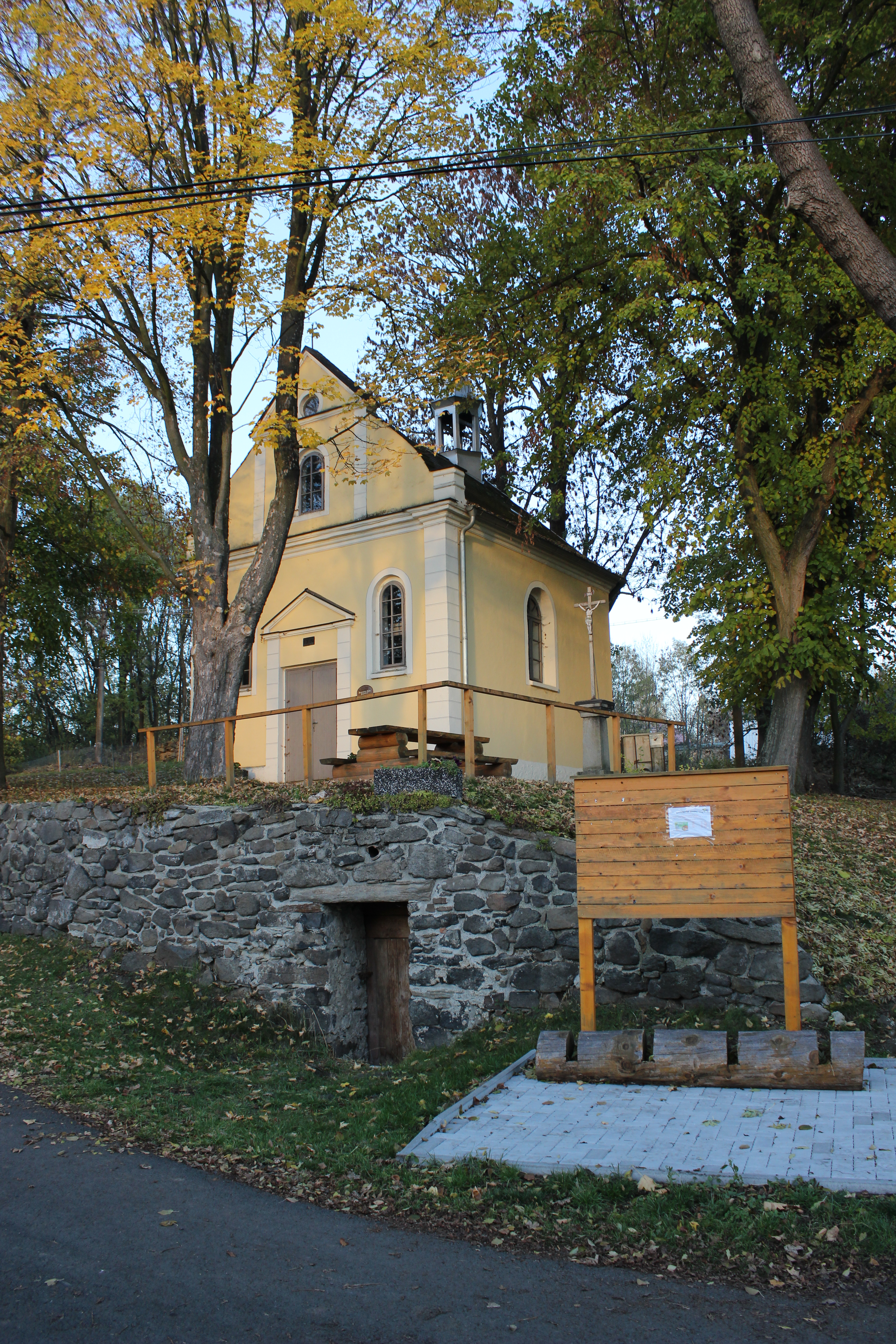
Kaplička se sklepem
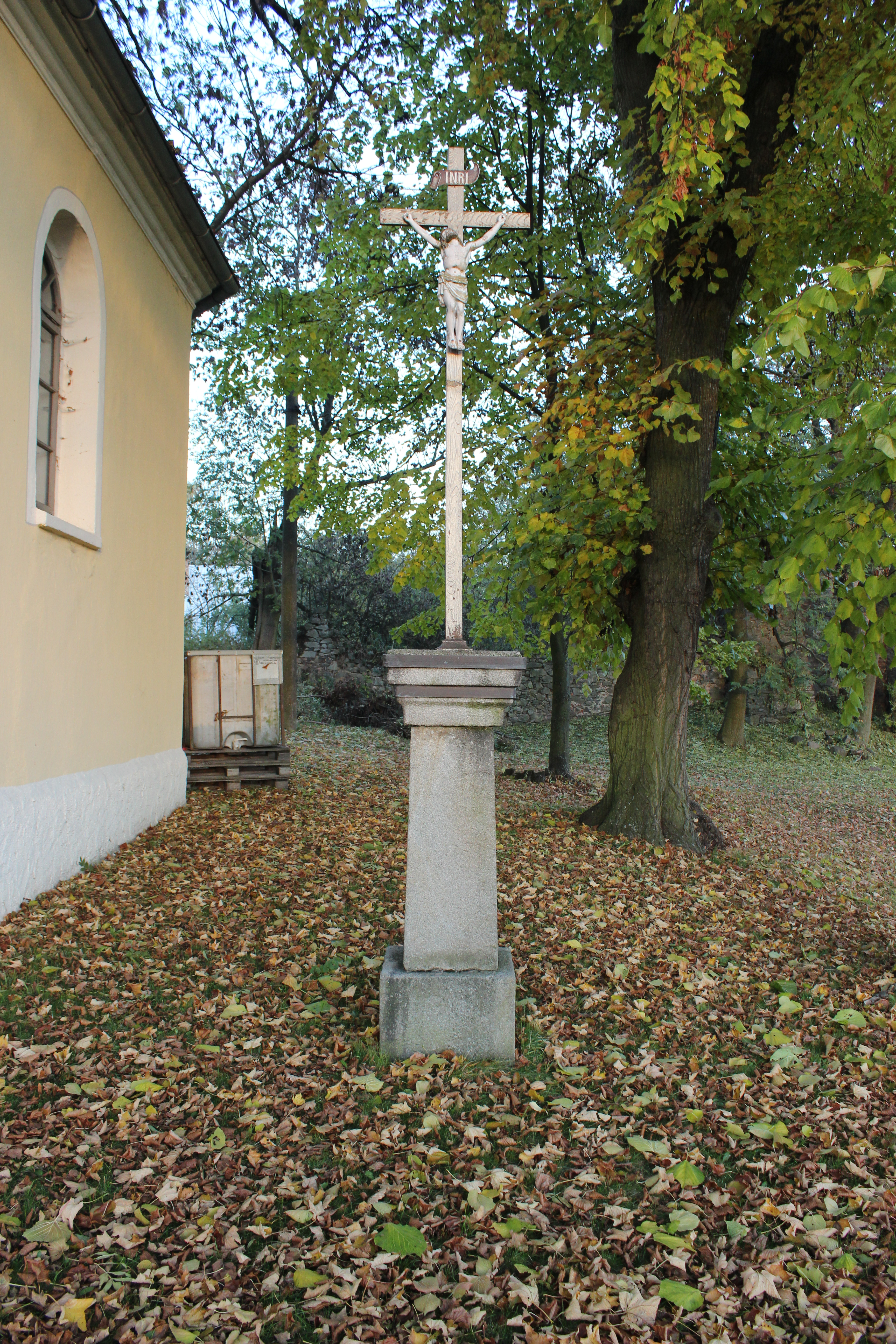
Křížek
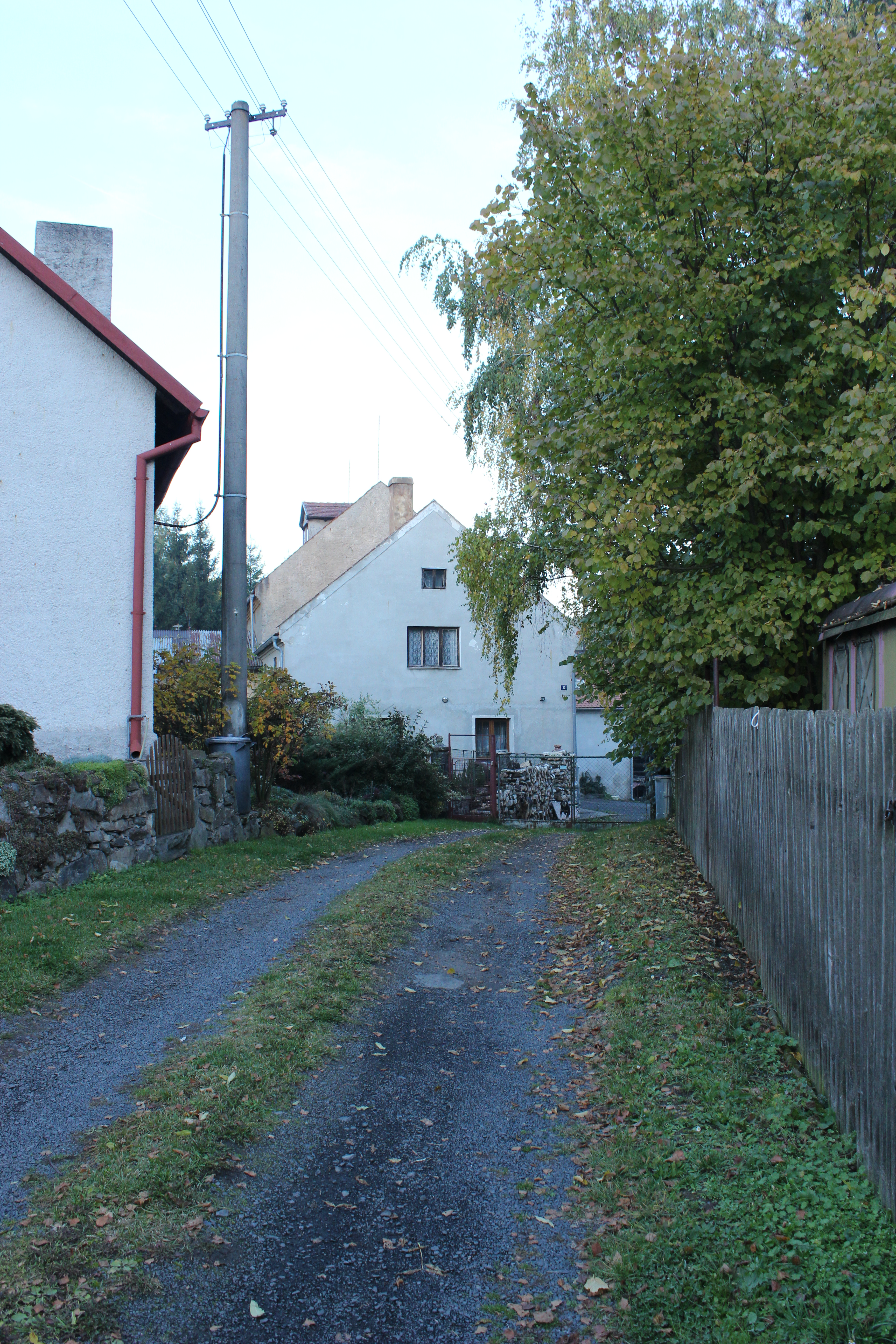
Někdejší vodní mlýn